# Statskuppen i Iran 1953
Statskuppen i Iran 1953, känd i Iran som 28 Mordad-kuppen (persiska: کودتای ۲۸ مرداد), är den statskupp som ägde rum i Iran den 15–19 augusti 1953 och avsatte landets folkvalda premiärminister, Mohammad Mosaddegh och störtade dennes regering. Kuppen genomfördes av iranska konservativa nationalister, rojalister och mullor som stöddes landets shah Mohammad Reza Pahlavi. Kuppmakarna fick hjälp av USA (under namnet TPAJAX Project eller "Operation Ajax") och Storbritannien (under namnet "Operation Boot").

## Bakgrund
Bakgrundens till statskuppen var att Mohammad Mosaddegh nationaliserade landets oljekällor i enlighet med beslut som fattats i det iranska parlamentet året innan han blev vald. Beslutet hade Mohammad Reza Pahlavis stöd men skadade brittiska oljeintressen i Anglo-Persian Oil Company och Storbritannien genomförde på initiativ av Winston Churchill storskaliga sanktioner mot Iran. Under ledning av Kermit Roosevelt, släkting till Theodore Roosevelt, finansierade brittiska MI6 och amerikanska CIA spridda attacker mot Mosaddeghs anhängare och även mot statliga institutioner och moskéer i syfte att skapa allmän förvirring, samtidigt som man spred flygblad som gav Mosaddeghs regering skulden för den ekonomiska instabiliteten i landet.

## USA:s och Englands roll i statskuppen
Det är omdiskuterat vilken betydelse som USA och Storbritannien hade för kuppens framgång. De flesta bedömare anser att CIA och MI6 bara initierade ett politiskt skeende som genomfördes av Irans militär under ledning av generalen Fazlollah Zahedi i samarbete med konservativa och nationalistiska iranska politiker, journalister och mullor. Enligt den iranske historikern Darioush Bayandor misslyckades Operation Ajax i första fasen och det var först i den andra fasen när inhemska iranska aktörer flera dagar senare trädde fram som statskuppen blev ett faktum.

## Statskuppens efterverkningar
Statskuppen stärkte antiimperialismen i Iran och skulle påverka relationerna mellan landet och USA för lång tid framöver. Den utbredda antiamerikanismen bland islamister och vänsterextremister spelade en avgörande roll i den iranska revolutionen 1979.